# Charlton (Londen)
Charlton is een wijk in het Londense bestuurlijk gebied Royal Borough of Greenwich in het zuidoosten van de Britse hoofdstad.

## Ligging

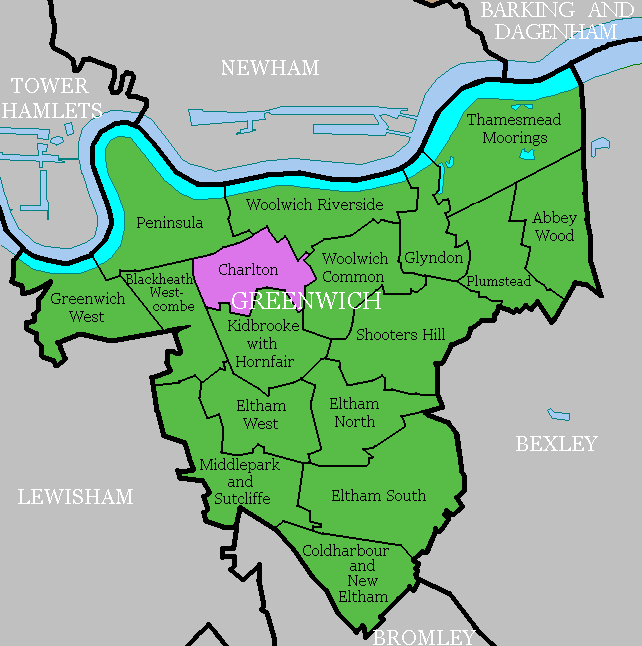
Charlton (roze), een van de 17 wards binnen de borough Greenwich

Charlton ligt op de noordwestelijk flank van de heuvel Shooters Hill, een tweetal kilometers westelijk van Woolwich en ongeveer 11.6 km ten zuidoosten van Charing Cross, het middelpunt van Londen. Door de ligging in de borough Greenwich behoort het tot Inner London, het centrale deel van de metropool Groot-Londen. Tegelijkertijd wordt het tot Zuid-Londen gerekend.
Zoals veel Londense wijken, heeft ook Charlton geen duidelijke grenzen. De ward (lokaal kiesdistrict) Charlton heeft die wel. Deze worden in het noorden gevormd door de wards Peninsula en Woolwich Riverside, in het oosten door Woolwich Common, in het zuiden door Kidbrooke with Hornfair en in het westen door Blackheath Westcombe. Meestal wordt ook Hornfair Park tot Charlton gerekend, evenals het aan de Theems gelegen industriegebied ten zuiden van de ward, dat sinds de 19e eeuw bekendstaat als New Charlton, tegenwoordig ook wel als Charlton Riverside.

## Geschiedenis
Charlton wordt al in 1086 in het Domesday Book genoemd als Cerletone. Het eerste deel van de naam is afgeleid van het Oudengelse: ceorl of churl (vergelijk Nederlands: kerel), een vrije man van lage geboorte, meestal iemand uit de boerenstand. Tone of tūn (vergelijk Nederlands: tuin) duidt op een stuk boerenland. Later werd de plaats aangeduid als "Charlton next Woolwich" om het te onderscheiden van andere plaatsen met dezelfde naam, zoals Charlton by Dover.
Een aan Sint-Lucas gewijde kerk in Charlton next Woolwich is al bekend uit 1077, hoewel van dit middeleeuwse gebouw niets is teruggevonden. Vanaf de 13e eeuw vond er een weekmarkt en een jaarmarkt plaats in het dorp.

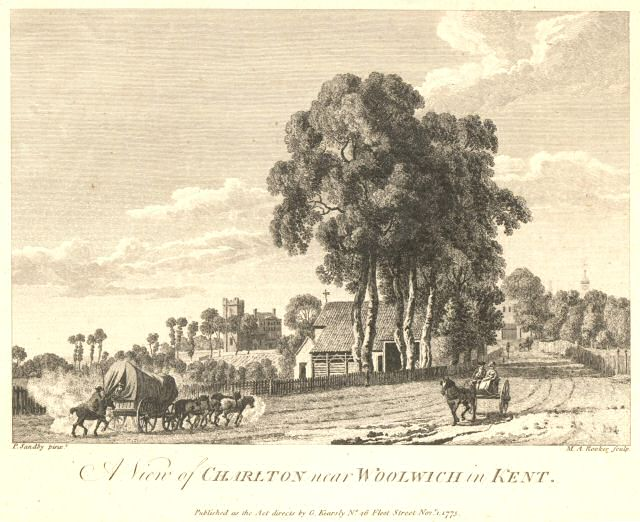
Charlton in 1755

Tussen 1607 en 1612 liet Adam Newton, een Schotse geleerde die onder anderen kroonprins Hendrik Frederik Stuart onderwees, in Charlton een groot landhuis bouwen, Charlton House. Na Newton's dood in 1630 liet zijn zoon, volgens de laatste wil van zijn vader, de parochiekerk van Charlton herbouwen. In de 18e eeuw beschreef Daniel Defoe de jaarlijkse kermis in Charlton (Horn Fair) als platvloers en beschamend.
In de 19e eeuw ontwikkelde het gebied rondom Charlton Pier in Charlton Riverside zich tot een belangrijke industriezone. Een grote werkgever was Siemens Brothers Telegraph Works (1863), waar in de jaren 1880 twee nieuwe trans-Atlantische telegraafkabels werden geproduceerd. Met de groei van de werkgelegenheid ontwikkelde het dorp zich tot een gemengde woonplaats voor arbeiders en middenstanders.
Tot 1855 behoorde de parish Charlton tot het graafschap Kent, daarna werd het overgeheveld naar het graafschap Londen. Vanaf 1900 was het onderdeel van de Metropolitan Borough of Woolwich, die in 1965 opging in de London Borough of Greenwich (thans Royal Borough of Greenwich). Charlton Riverside wordt in de toekomstvisie London Plan uit 2004/2015 aangemerkt als een van de 38 opportunity areas in Groot-Londen (gebieden met goede ontwikkelingsmogelijkheden).

## Bezienswaardigheden
Het belangrijkste monument van Charlton is Charlton House, in 1607 ontworpen door John Thorpe, de architect van onder andere Aston Hall, Rushton Hall en Holland House (in Kensington). Na het uitsterven van de familie Maryon-Wilson in 1925, werd een deel van het landgoed bestemd tot openbaar park. Het huis is tegenwoordig een community centre met onder andere een bibliotheek.
St. Luke's Church is grotendeels 17e-eeuws, maar de sober gebouwde, bakstenen kerk bevat oudere delen. In het interieur bevinden zich enkele interessante grafmonumenten, onder andere van Spencer Perceval (1762-1812), de enige Britse premier die vermoord werd.
In Charlton Riverside bevindt zich een moderne bezienswaardigeid: Thames Barrier.

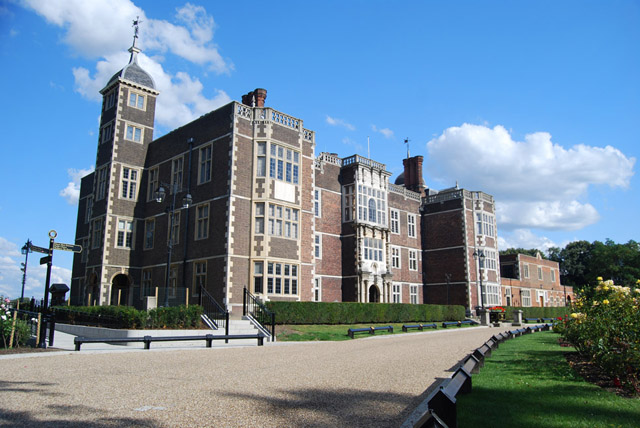
Charlton House
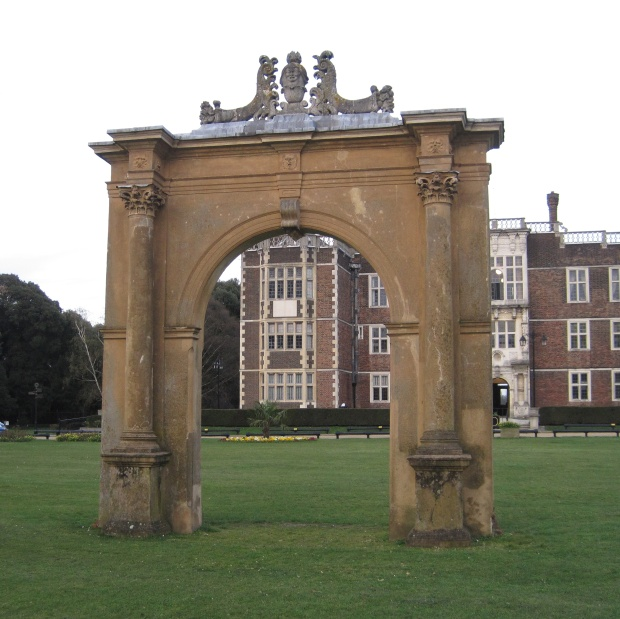
Idem, poort
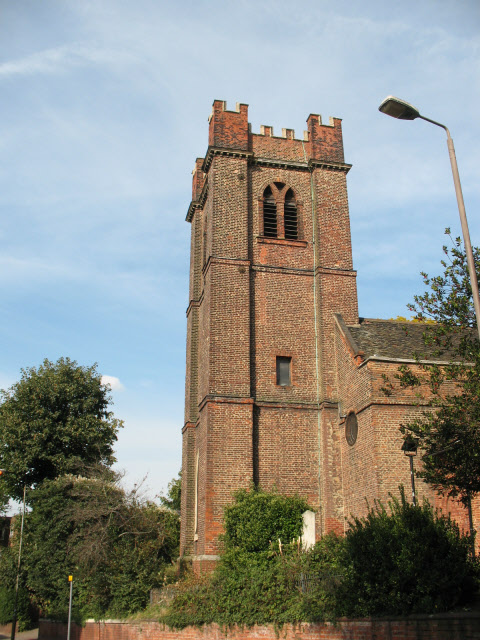
St. Luke's Church
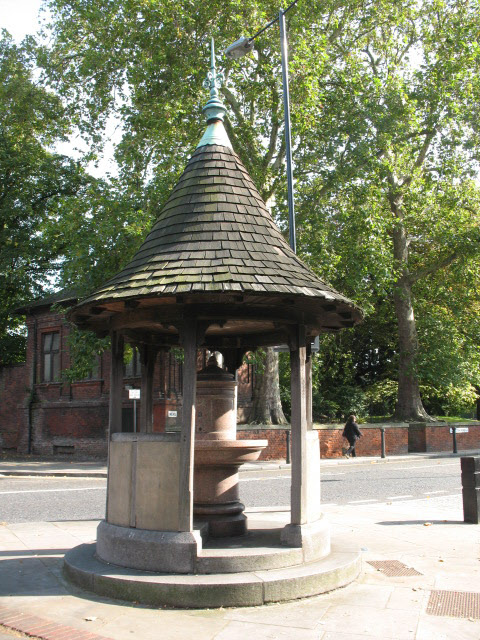
Drinkwaterfontein uit 1902

## Natuur en recreatie
Een groot deel van Charlton bestond ooit uit bos, Hanging Wood genaamd. De huidige parken Maryon Park, Maryon Wilson Park, Hornfair Park en Charlton Park zijn deels nog overblijfselen daarvan. Gilbert's Pit is een beschermd natuurgebied in een voormalige zandgroeve.
De groengebieden zijn onderdeel van diverse langeafstandswandelpaden, zoals de Green Chain Walk. Langs de Theems loopt het Thames Path. Charlton Park bestaat grotendeels uit sportvelden. Ten noorden hiervan bevindt zich het voetbalstadion The Valley van Charlton Athletic FC.

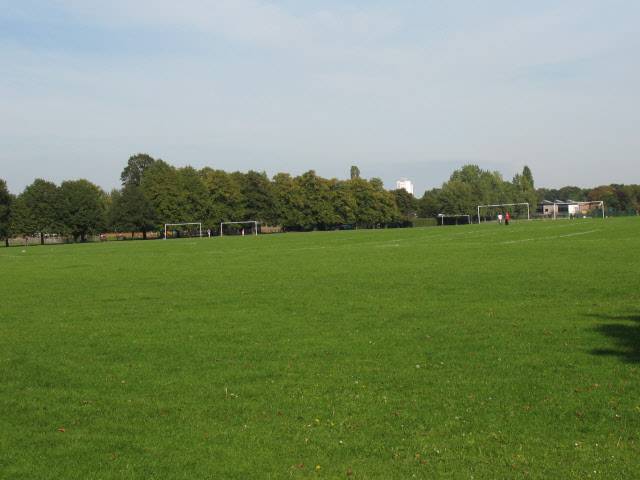
Charlton Park
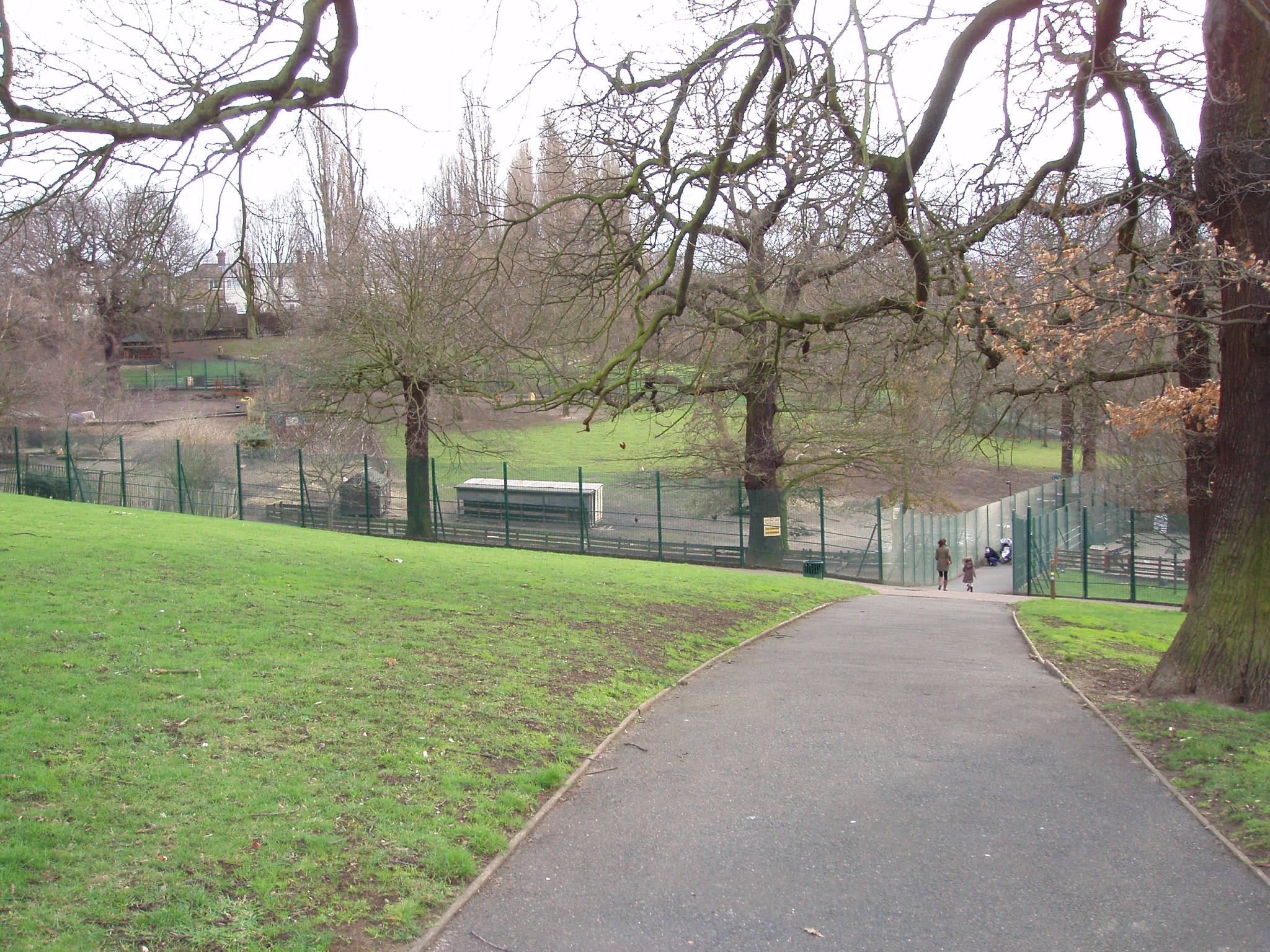
Maryon Wilson Park
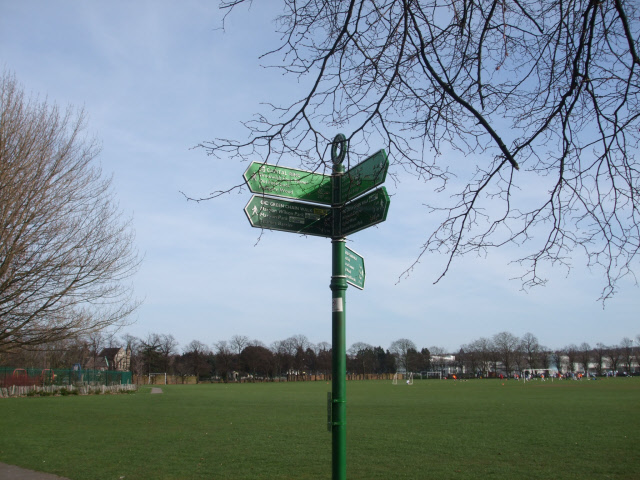
Langeafstandswandelpaden
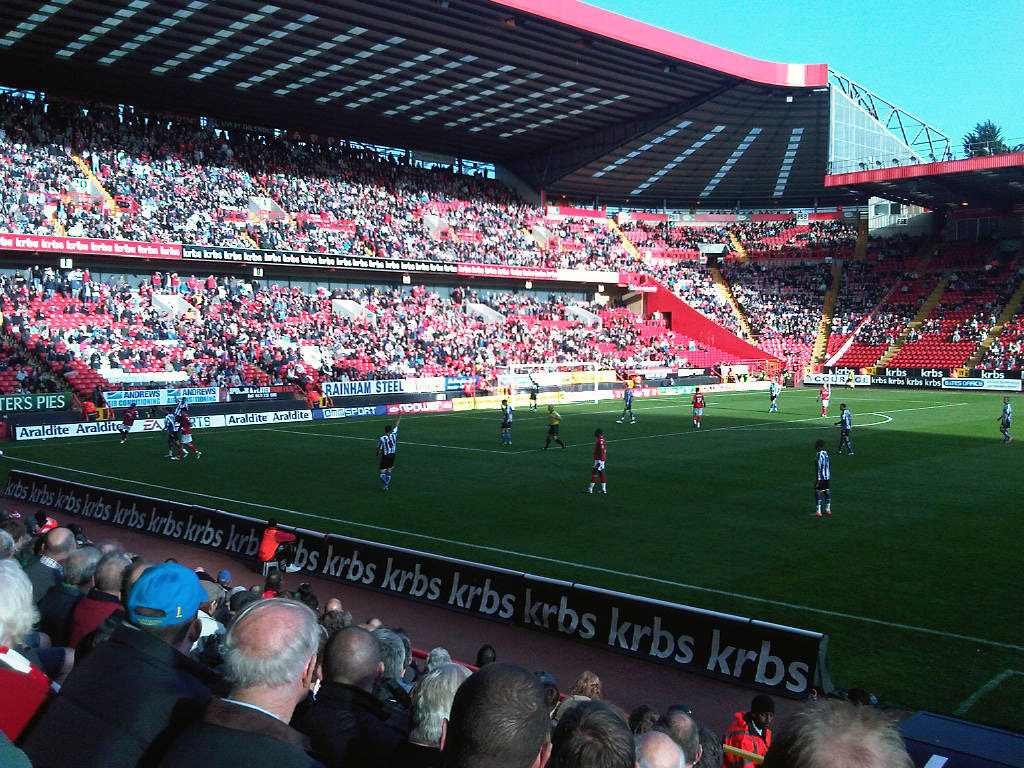
Stadion The Valley

## Geboren
- William Flinders Petrie (1853-1942), archeoloog en egyptoloog